# Fotopiano

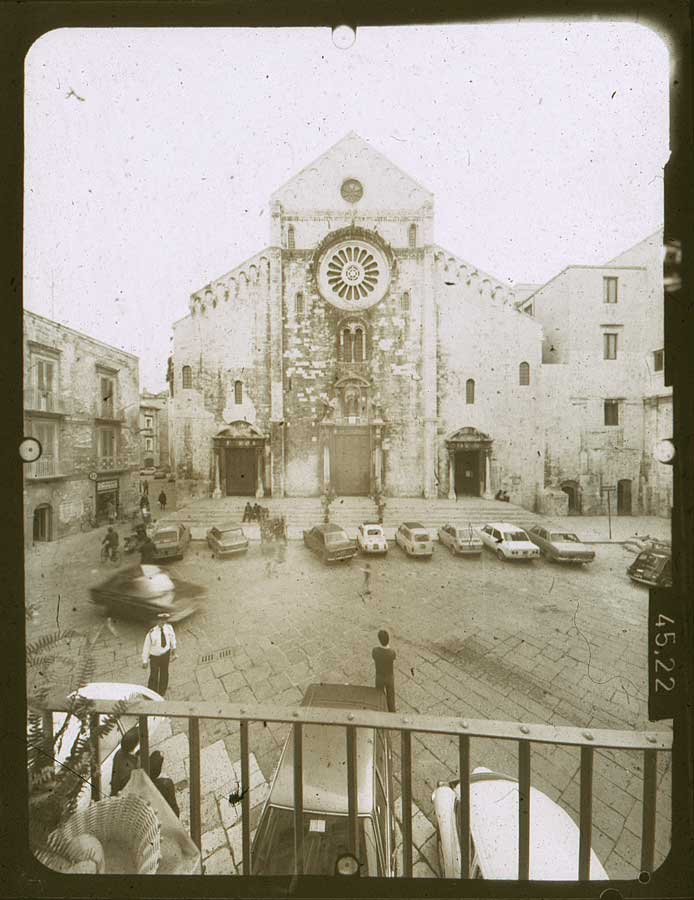
Fotogramma metrico della Cattedrale di Bari ottenuto, nel 1980, con una camera metrica supergrandangolare Wild P31, avente una focale di 45 mm, su di un formato immagine di 9 x 12 cm.

Un fotopiano  è un’immagine ottenuta dopo il fotoraddrizzamento (detto anche raddrizzamento fotogrammetrico). Si tratta di un’immagine che ha subito un trattamento, in scala e dal punto di vista geometrico, per poter diventare una proiezione ortogonale ed essere perciò misurabile.

## Caratteristiche
Il fotopiano si ha quando l'elemento architettonico risulta sufficientemente piano. L'immagine fotografata può risultare, in scala, a condizione che:
- ci sia parallelismo tra la superficie fotografata e la superficie sensibile della camera fotografica;
- si abbia a disposizione, un'ottica di qualità, che cioè non provochi distorsioni;
- qualsiasi sporgenza, che immancabilmente in architettura esiste sulla superficie ripresa, risulti trascurabile rispetto alla distanza di ripresa, cioè la distanza tra la camera fotografica e la superficie stessa.

Nel caso della Cattedrale di Bari, si è dato per certo che la facciata della Cattedrale fosse verticale, mentre la verticalità della superficie sensibile era assicurata dalla livella di cui è dotata la camera. Inoltre nell'esempio riportato è stato possibile effettuare la ripresa da una finestra prospiciente la facciata, posta ad un'altezza tale da evitare l'inclinazione della camera. Purtroppo, nella maggioranza dei casi, questo non è possibile e si fa ricorso:
- alle camere metriche con ottica decentrata, cosa riscontrabile nella camera stereometrica WilD C120;
- a macchine fotografiche con obiettivo decentrabile;

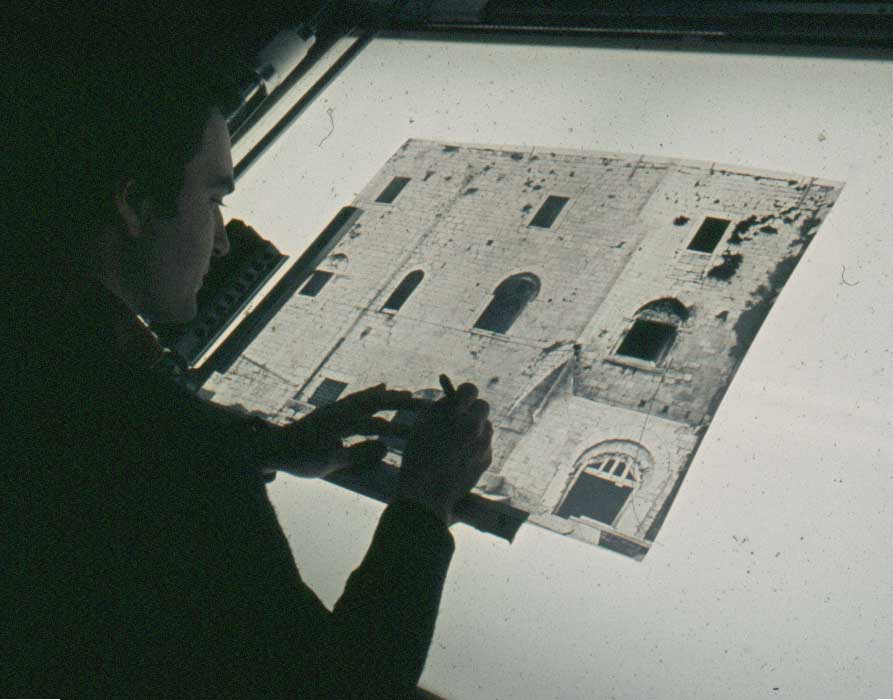
Fotopiano (scala 1:20) di un particolare del castello di Barletta. Ripresa effettuata negli anni '70, con una camera Linhof con ottica decentrabile;

- al banco ottico.

## Fotomosaico
Non sempre la superficie da rilevare può essere ripresa in un solo fotogramma. Quasi sempre, per motivi ambientali, occorre fare più riprese ed i fotogrammi, stampati nella stessa scala, vengono uniti tramite sovrapposizione di zone comuni. Un fotomosaico è quindi un’immagine composta dall'unione di immagini piccole, proprio come un mosaico fatto di tessere.

## Foto aerea

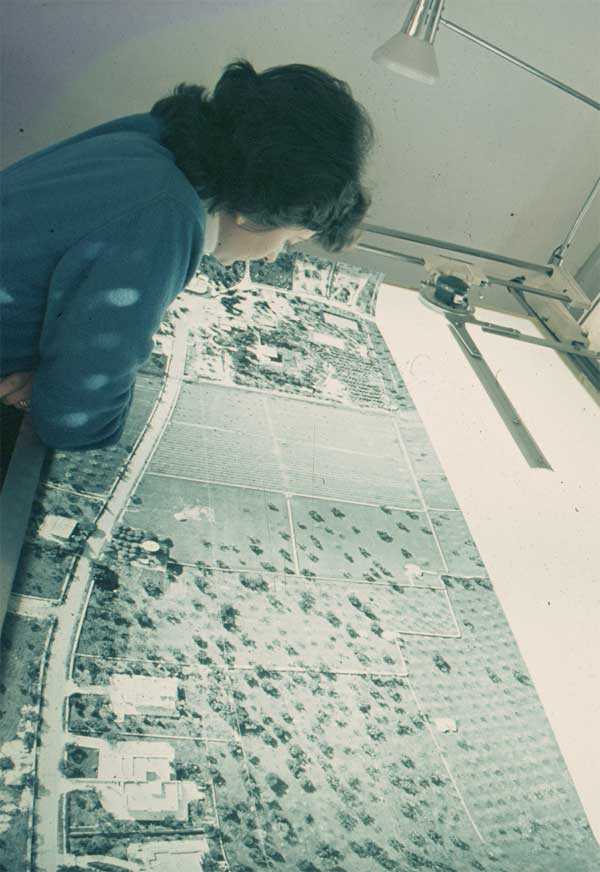
Fotopiano utilizzato per il censimento dei trulli della Valle d'Itria (Puglia). Ripresa del 1980.

Di particolare utilità risulta il fotopiano in urbanistica, chiaramente quando si tratta su terreni pianeggianti. Unico accorgimento da non trascurare, per la stampa in scala, è il rilevamento topografico di almeno quattro punti, facilmente riconoscibili sulla fotografia. Questi punti rappresentati graficamente nella scala prescelta, dovranno coincidere con i corrispondenti della fotografia.